# Independent Spirit Award per il miglior film straniero
L'Independent Spirit Award per il miglior film straniero (Independent Spirit Award for Best Foreign Film) è un premio cinematografico statunitense assegnato annualmente dal 1986.

## Vincitori e candidati
I vincitori sono indicati in grassetto, a seguire gli altri candidati.

### Anni 1980
- 1986: Il bacio della donna ragno (Kiss of the Spider Woman), regia di Héctor Babenco
  - Dreamchild, regia di Gavin Millar
  - Vendetta (The Hit), regia di Stephen Frears
  - Ran, regia di Akira Kurosawa
- 1987: Camera con vista (A Room with a View), regia di James Ivory
  - 28 Up, regia di Michael Apted
  - Mona Lisa, regia di Neil Jordan
  - My Beautiful Laundrette - Lavanderia a gettone (My Beautiful Laundrette), regia di Stephen Frears
  - Uomini (Männer...), regia di Doris Dörrie
- 1988: La mia vita a quattro zampe (Mitt liv som hund), regia di Lasse Hallström
  - Arrivederci ragazzi (Au revoir, les enfants), regia di Louis Malle
  - Anni quaranta (Hope and Glory), regia di John Boorman
  - Prick up - L'importanza di essere Joe (Prick Up Your Ears), regia di Stephen Frears
  - Tampopo, regia di Jūzō Itami
- 1989: Il cielo sopra Berlino (Der himmel über Berlin), regia di Wim Wenders
  - Kitchen Toto il colore della libertà (The Kitchen Toto), regia di Harry Hook
  - Bagdad Café (Out of Rosenheim), regia di Percy Adlon
  - Un mondo a parte (A World Apart), regia di Chris Menges
  - Yeelen - La luce (Yeelen), regia di Souleymane Cissé

### Anni 1990
- 1990: Il mio piede sinistro (My Left Foot: The Story of Christy Brown), regia di Jim Sheridan
  - Voci lontane... sempre presenti (Distant Voices, Still Lives), regia di Terence Davies
  - La notte dei maghi (Hanussen), regia di István Szabó
  - Belle speranze (High Hopes), regia di Mike Leigh
  - Yin ji kau, regia di Stanley Kwan
- 1991: Sweetie, regia di Jane Campion
  - Città dolente (Beiqing chengshi), regia di Hsiao-hsien Hou
  - Il cuoco, il ladro, sua moglie e l'amante (The Cook the Thief His Wife & Her Lover), regia di Peter Greenaway
  - Pioggia nera (Kuroi ame), regia di Shōhei Imamura
  - Sta' fermo, muori e resuscita (Zamri, umri, voskresni!), regia di Vitali Kanevsky
- 1992: Un angelo alla mia tavola (An Angel at My Table), regia di Jane Campion
  - La doppia vita di Veronica (La double vie de Véronique), regia di Krzysztof Kieślowski
  - Dolce è la vita (Life Is Sweet), regia di Mike Leigh
  - Requiem per Dominic (Requiem für Dominik), regia di Robert Dornhelm
  - Taxi Blues (Taksi-Blyuz), regia di Pavel Lungin
- 1993: La moglie del soldato (The Crying Game), regia di Neil Jordan
  - Lanterne rosse (Da hong deng long gao gao gua), regia di Zhang Yimou
  - Danzón, regia di María Novaro
  - Urga - Territorio d'amore (Urga), regia di Nikita Mikhalkov
- 1994: Lezioni di piano (The Piano), regia di Jane Campion
  - Come l'acqua per il cioccolato (Como agua para chocolate), regia di Alfonso Arau
  - Naked - Nudo (Naked), regia di Mike Leigh
  - Orlando, regia di Sally Potter
  - La storia di Qiu Ju (Qiu Ju da guan si), regia di Zhang Yimou
- 1995: Tre colori: Film Rosso (Trois couleurs: Rouge), regia di Krzysztof Kieślowski
  - The Boys of St. Vincent, regia di John N. Smith
  - Ladybird Ladybird, regia di Ken Loach
  - Lan feng zheng, regia di Tian Zhuangzhuang
  - Trentadue piccoli film su Glenn Gould (Thirty Two Short Films About Glenn Gould), regia di François Girard
- 1996: Prima della pioggia (Pred doždot), regia di Milčo Mančevski
  - La città perduta (La Cité des enfants perdus), regia di Marc Caro e Jean-Pierre Jeunet
  - Exotica, regia di Atom Egoyan
  - Soy Cuba, regia di Mikhail Kalatozov
  - Sotto gli ulivi (Zire darakhatan zeyton), regia di Abbas Kiarostami
- 1997: Segreti e bugie (Secrets & Lies), regia di Mike Leigh
  - Le onde del destino (Breaking the Waves), regia di Lars von Trier
  - Hong Kong Express (Chung Hing sam lam), regia di Wong Kar-wai
  - Lamerica, regia di Gianni Amelio
  - Trainspotting, regia di Danny Boyle
- 1998: Il dolce domani (The Sweet Hereafter), regia di Atom Egoyan
  - Boca a boca, regia di Manuel Gómez Pereira
  - Happy Together (Chun gwong cha sit), regia di Wong Kar-wai
  - Nénette e Boni (Nénette et Boni), regia di Claire Denis
  - Underground, regia di Emir Kusturica
- 1999: Festen - Festa in famiglia (Festen), regia di Thomas Vinterberg
  - Central do Brasil, regia di Walter Salles
  - The General, regia di John Boorman
  - Hana-bi - Fiori di fuoco (Hana-bi), regia di Takeshi Kitano
  - L'anguilla (Unagi), regia di Shōhei Imamura

### Anni 2000
- 2000: Lola corre (Lola rennt), regia di Tom Tykwer
  - Mio figlio il fanatico (My Son the Fanatic), regia di Udayan Prasad
  - Rosetta, regia di Jean-Pierre e Luc Dardenne
  - Tutto su mia madre (Todo sobre mi madre), regia di Pedro Almodóvar
  - Topsy-Turvy - Sotto-sopra, regia di Mike Leigh
- 2001: Dancer in the Dark, regia di Lars von Trier
  - In the Mood for Love (Huayang nianhua), regia di Wong Kar-wai
  - Malli, regia di Santosh Sivan
  - Zona di guerra (The War Zone), regia di Tim Roth
  - Il tempo dei cavalli ubriachi (Zamani barayé masti asbha), regia di Bahman Ghobadi
- 2002: Il favoloso mondo di Amélie (Le fabuleux destin d'Amélie Poulain), regia di Jean-Pierre Jeunet
  - Amores perros, regia di Alejandro González Iñárritu
  - Lumumba, regia di Raoul Peck
  - Sexy Beast - L'ultimo colpo della bestia (Sexy Beast), regia di Jonathan Glazer
  - Together - Insieme (Tillsammans), regia di Lukas Moodysson
- 2003: Y tu mamá también - Anche tua madre (Y tu mamá también), regia di Alfonso Cuarón
  - Atanarjuat, regia di Zacharias Kunuk
  - Bloody Sunday, regia di Paul Greengrass
  - A tempo pieno (L'emploi du temps), regia di Laurent Cantet
  - La pianista (La pianiste), regia di Michael Haneke
- 2004: La ragazza delle balene (Whale Rider), regia di Niki Caro
  - City of God (Cidade de Deus), regia di Fernando Meirelles
  - Lilja 4-ever, regia di Lukas Moodysson
  - Magdalene (The Magdalene Sisters), regia di Peter Mullan
  - Appuntamento a Belleville (Les Triplettes de Belleville), regia di Sylvain Chomet
- 2005: Mare dentro (Mar adentro), regia di Alejandro Amenábar
  - Luci nella notte (Feux rouges), regia di Cédric Kahn
  - La mala educación, regia di Pedro Almodóvar
  - Oasis, regia di Lee Chang-dong
  - Yesterday, regia di Darrell Roodt
- 2006: Paradise Now, regia di Hany Abu-Assad
  - La sposa turca (Gegen die Wand), regia di Fatih Akın
  - Moartea domnului Lazarescu, regia di Cristi Puiu
  - Temporada de patos, regia di Fernando Eimbcke
  - Tony Takitani, regia di Jun Ichikawa
- 2007: Le vite degli altri (Das Leben der Anderen), regia di Florian Henckel von Donnersmarck
  - A Est di Bucarest (A fost sau n-a fost?), regia di Corneliu Porumboiu
  - Cronaca di una fuga - Buenos Aires 1977 (Crónica de una fuga), regia di Adrián Caetano
  - Days of Glory (Indigènes), regia di Rachid Bouchareb
  - Ang Pagdadalaga ni Maximo Oliveros, regia di Auraeus Solito
- 2008: Once, regia di John Carney
  - 4 mesi, 3 settimane e 2 giorni (4 luni, 3 saptamani si 2 zile), regia di Cristian Mungiu
  - La banda (Bikur Ha-Tizmoret), regia di Eran Kolirin
  - Lady Chatterley, regia di Pascale Ferran
  - Persepolis, regia di Vincent Paronnaud e Marjane Satrapi
- 2009: La classe - Entre les murs (Entre les murs), regia di Laurent Cantet
  - Cous cous (La graine et le mulet), regia di Abdellatif Kechiche
  - Gomorra, regia di Matteo Garrone
  - Hunger, regia di Steve McQueen
  - Stellet licht, regia di Carlos Reygadas

### Anni 2010
- 2010: An Education, regia di Lone Scherfig
  - Maria Larssons eviga ögonblick, regia di Jan Troell
  - Il profeta (Un prophète), regia di Jacques Audiard
  - Affetti & dispetti (La nana), regia di Sebastián Silva
  - Mother, regia di Bong Joon-ho
- 2011: Il discorso del re (The King's Speech), regia di Tom Hooper
  - Kisses, regia di Lance Daly
  - Mademoiselle Chambon, regia di Stéphane Brizé
  - Uomini di Dio (Des hommes et des dieux), regia di Xavier Beauvois
  - Lo zio Boonmee che si ricorda le vite precedenti (Loong Boonmee raleuk chat), regia di Apichatpong Weerasethakul
- 2012: Una separazione (Jodāyi-e Nāder az Simin), regia di Asghar Farhadi
  - Melancholia, regia di Lars Von Trier
  - Shame, regia di Steve McQueen
  - Il ragazzo con la bicicletta (Le Gamin au vélo), regia di Jean-Pierre e Luc Dardenne
  - Tirannosauro (Tyrannosaur), regia di Paddy Considine
- 2013: Amour, regia di Michael Haneke
  - C'era una volta in Anatolia (Bir zamanlar Anadolu'da), regia di Nuri Bilge Ceylan
  - Un sapore di ruggine e ossa (De rouille et d'os), regia di Jacques Audiard
  - Sister (L'Enfant d'en haut), regia di Ursula Meier
  - Rebelle, regia di Kim Nguyen
- 2014: La vita di Adele (La Vie d'Adèle - Chapitres 1 & 2), regia di Abdellatif Kechiche
  - Il tocco del peccato (Tian Zhu Ding), regia di Jia Zhangke
  - Gloria (Gloria), regia di Sebastián Lelio
  - La grande bellezza (La grande bellezza), regia di Paolo Sorrentino
  - Il sospetto (Jagten), regia di Thomas Vinterberg
- 2015: Ida, regia di Paweł Pawlikowski
  - Forza maggiore (Force majeure), regia di Ruben Östlund
  - Leviathan, regia di Andrej Petrovič Zvjagincev
  - Mommy, regia di Xavier Dolan
  - Norte, the End of History, regia di Lav Diaz
  - Under the Skin, regia di Jonathan Glazer
- 2016: Il figlio di Saul (Saul fia), regia di László Nemes
  - Un piccione seduto su un ramo riflette sull'esistenza (En duva satt på en gren och funderade på tillvaron), regia di Roy Andersson
  - El abrazo de la serpiente, regia di Ciro Guerra
  - Mustang, regia di Deniz Gamze Ergüven
  - Diamante nero (Bande de filles), regia di Céline Sciamma
- 2017: Vi presento Toni Erdmann (Toni Erdmann), regia di Maren Ade (Germania, Romania)
  - Aquarius, regia di Kleber Mendonça Filho (Brasile)
  - Chevalier, regia di Athina Rachel Tsangari (Grecia)
  - I miei giorni più belli (Trois souvenirs de ma jeunesse), regia di Arnaud Desplechin (Francia)
  - L'ombra della paura (Under the Shadow), regia di Babak Anvari (Iran, Regno Unito)

- 2018: Una donna fantastica (Una mujer fantástica), regia di Sebastián Lelio (Cile)
  - 120 battiti al minuto (120 battements par minute), regia di Robin Campillo (Francia)
  - I Am Not a Witch, regia di Rungano Nyoni (Regno Unito)
  - Lady Macbeth, regia di William Oldroyd (Regno Unito)
  - Loveless (Nelyubov), regia di Andrey Zvyagintsev (Russia)

- 2019: Roma, regia di Alfonso Cuarón (Messico)
  - Un affare di famiglia (万引き家族), regia di Hirokazu Kore'eda (Giappone)
  - Burning (버닝), regia di Lee Chang-dong (Corea del Sud)
  - La favorita (The Favourite), regia di Yorgos Lanthimos (Regno Unito)
  - Lazzaro felice, regia di Alice Rohrwacher (Italia)

### Anni 2020
- 2020: Parasite (Gisaengchung), regia di Bong Joon-ho (Corea del Sud)
  - I miserabili (Les Misérables), regia di Ladj Ly (Francia)
  - Retablo, regia di Alvaro Delgado-Aparicio L. (Perù)
  - Ritratto della giovane in fiamme (Portrait de la jeune fille en feu), regia di Céline Sciamma (Francia)
  - The Souvenir, regia di Joanna Hogg (Regno Unito)
  - La vita invisibile di Eurídice Gusmão (A vida invisível), regia di Karim Aïnouz (Brasile)
- 2021[2]: Quo vadis, Aida?, regia di Jasmila Žbanić (Bosnia ed Erzegovina)
  - Bacurau, regia di Kleber Mendonça Filho e Juliano Dornelles (Brasile)
  - The Disciple, regia di Chaitanya Tamhane (India)
  - La Nuit des rois, regia di Philippe Lacôte (Costa d'Avorio)
  - Preparativi per stare insieme per un periodo indefinito di tempo (Felkészülés meghatározatlan ideig tartó együttlétre), regia di Lili Horvát (Ungheria)
- 2022: Drive My Car (Doraibu mai kā), regia di Ryūsuke Hamaguchi (Giappone)
  - Scompartimento n. 6 - In viaggio con il destino (Hytti nro 6), regia di Juho Kuosmanen (Finlandia, Estonia, Germania, Russia)
  - Madres paralelas, regia di Pedro Almodóvar (Spagna)
  - Koozhangal, regia di P. S. Vinothraj (India)
  - Petite Maman, regia di Céline Sciamma (Francia)
  - Noche de fuego, regia di Tatiana Huezo (Messico)